# Adolfo III di Mark
Il conte Adolfo III di Mark, in tedesco Adolf III von der Mark (1334 circa – Kleve, 7 settembre 1394), è stato un vescovo cattolico tedesco, fu titolare della Diocesi di Münster dal 1357 al 1363, arcivescovo di Colonia come Adolfo II dal 1363 al 1364, conte di Kleve come Adolfo I dal 1368, e conte di Mark come Adolfo III dal 1391 alla sua morte.

## Origine
Secondo la Chronica Comitum de Marka, Adolfo era il figlio secondogenito del conte di Mark, Adolfo II e della moglie, Margherita di Kleve, figlia del conte di Kleve, Teodorico VII e della prima moglie, Margherita di Gheldria, che era sorella del Conte di Gheldria, Rinaldo II, e figlia del Conte di Gheldria, Rinaldo I e di Margherita Dampierre o di Fiandra.

Secondo la Genealogia Comitum de Marka, Adolfo II, conte di Mark, era il figlio primogenito del conte della contea di Mark, Engelberto II e della moglie, la Signora d'Arenberg, Matilde d'Arenberg († 18 marzo 1328), che ancora secondo la Genealogia Comitum de Marka era figlia di Giovanni d'Arenberg e di Caterina di Jülich, sorella di Gerardo VI di Jülich; secondo la nota 1 del documento n° 757 del Urkundenbuch für die Geschichte des Niederrheins, Volume 2, datato 1281, Giovanni d'Arenberg era figlio del signore d'Arenberg, Gerardo burgravio di Colonia e di Matilde di Holte (Methildis nobilis matrona domina de Holthe, relicta quondam nobilis viri domini Gerardi Burgravii Coloniensis domini de Areberg).

## Biografia
Adolfo fin da bambino venne avviato alla carriera ecclesiastica, e, già nel 1342, secondo il documento n° 77 del Urkunden und Regesten zur Geschichte der Rheinlande aus dem Vatikanischen Archiv, band III (non consultato), papa Clemente VI lo aveva elevato a canonico della chiesa di Liegi.
Secondo la Chronica Comitum de Marka, suo padre, Adolfo II, nel 1347, si trovava nel Ducato di Gheldria, per assistere (in terra Gelrie ubi in manburnum fuit assumptus) il nuovo duca, Rinaldo III, ancora minorenne, quando morì e fu sepolto nel monastero di Fröndenberg; ad Adolfo, nella Contea di Mark, succedette Engelberto, il figlio primogenito, come Engelberto III.
Ancora secondo la Chronica Comitum de Marka, Adolfo (domicellus Adulphus de Marka), nel 1348, era stato accettato nella chiesa di Colonia.
Sempre secondo la Chronica Comitum de Marka, Adolfo, coi fratelli minori Teodorico ed Eberardo, anche loro avviati alla carriera ecclesiastica, furono accolti a Liegi dal loro zio, Engelberto, Principe vescovo di Liegi, che si premurò di inviarli presso la curia papale di Avignone, e, poi a Montpellier, per poter portare a termine gli studi.

Poi, nel luglio del 1351, Adolfo, per merito delle sollecitazioni dello zio, Engelberto, raggiunse la sede di Liegi, per ottenere il posto di canonico, accordatogli dal papa, nel 1342,.
Essendo morto, nell'agosto del 1357, Ludovico d'Assia, Vescovo di Münster, Adolfo fu eletto vescovo dal capitolo della diocesi di Münster, e, nel mese di ottobre, fece il suo ingresso in città e fu ricevuto con tutti gli onori.

Il 16 novembre 1357 il papa Innocenzo VI lo confermò vescovo di Münster; nel frattempo i fratelli, Teodorico ed Eberardo, lasciarono Montpellier e si incontrarono con Adolfo e lo zio, Engelberto a Huy, e, nel febbraio del 1358, furono solennemente accolti a Münster.
Dopo la morte dell'arcivescovo di Colonia, Wilhelm von Gennep, nel 1362, suo fratello, Engelberto III, conte di Mark, nel 1363, riuscì a fare eleggere, Adolfo arcivescovo di Colonia, al posto del favorito, Giovanni I di Virneburg, e dello zio, Engelberto III di Mark. In quello stesso periodo, firmò un contratto con suo zio, Engelberto III di Mark vescovo della Diocesi di Liegi e col fratello, Engelberto III, che, nel caso che il prozio Giovanni, conte di Cleves fosse morto senza discendenza, Adolfo avrebbe ereditato il ducato di Kleve.
Adolfo, l'anno successivo, si dimise da arcivescovo perché aveva la prospettiva di ereditare la contea di Cleves, dato che il prozio, Giovanni, settantenne, dopo quindici anni di matrimonio, non aveva ancora un erede; lo zio, Engelberto venne nominato Arcivescovo di Colonia nel 1364 da papa Urbano V dimettendosi da vescovo di Liegi.

Lo zio, Engelberto, compensò Adolfo, e, tra le altre cose, anche con il quartiere Rheinberg di Coloniache confinava con la contea di Kleve. Anche presso la curia pontificia di Avignone, dalla quale Adolfo era sempre stato sostenuto, questo comportamento fu considerato scandaloso.
Nel 1368, Adolfo succedette al prozio Giovanni di Kleve, come Adolfo I, e, quando Adolfo acquisì questa contea, cedette, come concordato, tutte le sue terre sul lato destro del Reno al fratello, Engelberto III, che, tra le altre cose, acquisì Emmerik.
Nel 1376 ci fu un altro conflitto armato tra l'Arcidiocesi di Colonia e Engelberto e il fratello, Adolfo. Questa guerra fu temporaneamente interrotta da un armistizio nel 1381, ma poi riprese fino alla morte di Engelberto.
Nel 1380, Adolfo viene citato come conte di Cleves (Adolph greue van Cleue), col fratello, Engelberto (Engelbrecht greue van der Marke) nel documento n° 846 del Urkundenbuch für die Geschichte des Niederrheins, Volume 3.
Suo fratello, Engelberto III morì di peste nel castello di Wetter, nel 1391, e fu sepolto nella chiesa del monastero di Fröndenberg.

Dopo la morte di Engelberto, dato che aveva solo una figlia, Adolfo, già conte di Kleve, gli succedette, nella Contea di Mark, come Adolfo III.
Adolfo morì nel 1394; il WERNHERI TESCHENMACHERI AB ELVERFELDT ANNALES CLIVIAE, JULIAE riporta l'epitaffio che si trova sulla sua tomba nella chiesa dell'Assunzione di Maria di Kleve.

Sempre secondo il WERNHERI TESCHENMACHERI AB ELVERFELDT ANNALES CLIVIAE, JULIAE, lasciò la contea di Kleve, al figlio primogenito, Adolfo, mentre nella Contea di Mark gli succedette il figlio secondogenito Teodoro, associato al terzogenito, Gerardo.
Nel 1381, Adolfo aveva fondato la Geselschap van den Gecken insieme a 35 cavalieri e nobili signori, che può essere considerata la prima società carnevalesca, che prevedeva l'elezione di un re e sei consiglieri scelti tra i fondatori, che avrebbero assunto la reggenza durante la stagione del carnevale. La corte si riuniva per sette giorni fino al Lunedì delle rose e si chiudeva poi il Martedì grasso. I membri della società dovevano indossare un distintivo raffigurante un pazzo durante tutto l'anno. Chi si dimenticava di farlo doveva pagare una multa, che confluiva in un fondo, che veniva devoluto ai bisognosi. La Festkomitee Kölner Karneval, ancora oggi, nei suoi riti tradizionali, si richiama al conte Adolfo.

## Matrimonio e discendenza
Nel 1369, Adolfo aveva sposato Margherita di Berg (uxor Margaretha Montana), come ci conferma il WERNHERI TESCHENMACHERI AB ELVERFELDT ANNALES CLIVIAE, JULIAE, che secondo il documento n° 684 del Urkundenbuch für die Geschichte des Niederrheins, Volume 3, datato dicembre 1368, era sorella di Guglielmo II, conte di Ravensberg e conte di Berg(Margareta des vurg. greuen Wilhelms suster, ouch greuinne der vurgenanten lande), quindi figlia del conte di Ravensberg e conte di Berg, Gerardo e della moglie, Margherita di Ravensberg che, secondo il documento n° XCIV del Ravensberg Codex era figlia del conte di Ravensberg, Ottone IV e della moglie, Margherita di Berg, erede della contea di Berg; il contratto di matrimonio era stato stipulato il 23 settembre 1369, come da documento n° 691 del Urkundenbuch für die Geschichte des Niederrheins, Volume 3.
Alfonso da Margherita ebbe quattordici o sedici:
- Adolfo (1373-1448), conte di Kleve[20];
- Teodoro (1374-1398) conte di Mark[20];
- Margherita (1375-1412), che fu la seconda moglie di Alberto I di Baviera[20];
- Gerardo (?-1461) conte di Mark[20];
- Enrico, morto giovane[20];
- Walter, morto giovane[20];
- Giovanni, morto giovane[20];
- Guglielmo, morto giovane[20];
- Wendelia, che sposò Filippo conte di Nevers (Philippo comiti Niversio)[20];
- Mynta, che sposò Carlo figlio del re di Boemia e poi Ottone Hasso (Carolo Bohemiæ regis filio, vel potius Ottoni Hasso dicto Sagittario)[20];
- Elisabetta (?-1430), che sposò Rinaldo di Valkenburg e Stefano III di Baviera-Ingolstadt[20];
- Giovanna (?), badessa a Hörde[20], oggi un quartiere di Dortmund[20];
- Engelberta (?-1458), sposò il conte Federico IV di Mörs e Saarwerden[20];
- Giuditta (?- dopo il 1419), fidanzata a Guglielmo di Jülich, morta prima del matrimonio[20];
- Caterina (?-1459), badessa a Hörde[20], oggi un quartiere di Dortmund[20];
- Ermengarda (?), citata nel documento n° 990 del Urkundenbuch für die Geschichte des Niederrheins, Volume 3[25].

## Ascendenza
|                           |                       |                          | Genitori                      |  |  | Nonni |  |  | Bisnonni                  |  |  | Trisnonni                   |  |
|                           |                       |                          |                               |  |  |       |  |  | Eberardo I, conte di Mark |  |  | Engelberto I, conte di Mark |  |
|                           |                       |                          |                               |  |  |       |  |  | Eberardo I, conte di Mark |  |  | Engelberto I, conte di Mark |  |
|                           |                       | Cunegonda di Blieskastel |                               |  |  |       |  |  | Eberardo I, conte di Mark |  |  |                             |  |
| Engelberto II de la Marca |                       |                          |                               |  |  |       |  |  | Eberardo I, conte di Mark |  |  |                             |  |
|                           |                       | Ermengarda di Berg       | Adolfo IV di Berg             |  |  |       |  |  |                           |  |  |                             |  |
|                           |                       | Ermengarda di Berg       | Adolfo IV di Berg             |  |  |       |  |  |                           |  |  |                             |  |
|                           |                       | Ermengarda di Berg       | Margherita di Hochstaden      |  |  |       |  |  |                           |  |  |                             |  |
| Adolfo II di Mark         |                       | Ermengarda di Berg       |                               |  |  |       |  |  |                           |  |  |                             |  |
|                           |                       | Giovanni d'Arenberg      | Gerardo d'Arenberg            |  |  |       |  |  |                           |  |  |                             |  |
|                           |                       | Giovanni d'Arenberg      | Gerardo d'Arenberg            |  |  |       |  |  |                           |  |  |                             |  |
|                           |                       | Giovanni d'Arenberg      | Matilde di Holte              |  |  |       |  |  |                           |  |  |                             |  |
| Matilde d'Arenberg        |                       | Giovanni d'Arenberg      |                               |  |  |       |  |  |                           |  |  |                             |  |
|                           |                       | Caterina di Jülich       | Guglielmo IV, conte di Jülich |  |  |       |  |  |                           |  |  |                             |  |
|                           |                       | Caterina di Jülich       | Guglielmo IV, conte di Jülich |  |  |       |  |  |                           |  |  |                             |  |
|                           |                       | Caterina di Jülich       | Riccarda di Gheldria          |  |  |       |  |  |                           |  |  |                             |  |
| Adolfo III di Mark        |                       | Caterina di Jülich       |                               |  |  |       |  |  |                           |  |  |                             |  |
|                           | Teodorico VI di Kleve | Teodorico V di Kleve     |                               |  |  |       |  |  |                           |  |  |                             |  |
|                           | Teodorico VI di Kleve | Teodorico V di Kleve     |                               |  |  |       |  |  |                           |  |  |                             |  |
|                           | Teodorico VI di Kleve | Alida di Heinsberg       |                               |  |  |       |  |  |                           |  |  |                             |  |
| Teodorico VII di Kleve    | Teodorico VI di Kleve |                          |                               |  |  |       |  |  |                           |  |  |                             |  |
|                           |                       | Margherita d'Asburgo     | …                             |  |  |       |  |  |                           |  |  |                             |  |
|                           |                       | Margherita d'Asburgo     | …                             |  |  |       |  |  |                           |  |  |                             |  |
|                           |                       | Margherita d'Asburgo     | …                             |  |  |       |  |  |                           |  |  |                             |  |
| Margherita di Kleve       |                       | Margherita d'Asburgo     |                               |  |  |       |  |  |                           |  |  |                             |  |
|                           |                       | …                        | …                             |  |  |       |  |  |                           |  |  |                             |  |
|                           |                       | …                        | …                             |  |  |       |  |  |                           |  |  |                             |  |
|                           |                       | …                        | …                             |  |  |       |  |  |                           |  |  |                             |  |
| Margherita di Gheldria    |                       | …                        |                               |  |  |       |  |  |                           |  |  |                             |  |
|                           |                       | …                        | …                             |  |  |       |  |  |                           |  |  |                             |  |
|                           |                       | …                        | …                             |  |  |       |  |  |                           |  |  |                             |  |
|                           |                       | …                        | …                             |  |  |       |  |  |                           |  |  |                             |  |
|                           |                       | …                        |                               |  |  |       |  |  |                           |  |  |                             |  |

### Fonti primarie
- (LA)  Urkundenbuch für die Geschichte des Niederrheins, Volume 2.
- (LA)  Monumenta Germaniae Historica, tomus XXIII.
- (LA)  Monumenta Germaniae Historica, Scriptores rerum Germanicarum, Nova series, tomus VI.
- (LA)  (NL)  Urkundenbuch für die Geschichte des Niederrheins, Volume 3.
- (LA)  (NL)  WERNHERI TESCHENMACHERI AB ELVERFELDT ANNALES CLIVIAE, JULIAE.

### Letteratura storiografica
- (DE)  Engelbert_III, da Allgemeine Deutsche Biographie
- (LA)  (DE)  Levold's von Northof Chronik der Grafen von der Mark und der Erzbischöfe.